# Erebia semialbina
Erebia semialbina är en fjärilsart som beskrevs av Ruggero Verity 1916. Erebia semialbina ingår i släktet Erebia och familjen praktfjärilar. Inga underarter finns listade i Catalogue of Life.